# Botanophila glauca
Botanophila glauca är en tvåvingeart som först beskrevs av Daniel William Coquillett 1900.  Botanophila glauca ingår i släktet Botanophila och familjen blomsterflugor. Inga underarter finns listade i Catalogue of Life.